# Lasioglossum fedtschenkoi
Lasioglossum fedtschenkoi is een vliesvleugelig insect uit de familie Halictidae. De wetenschappelijke naam van de soort is voor het eerst geldig gepubliceerd in 1938 door Blüthgen.